# 圣莫里斯莱克西勒
圣莫里斯莱克西勒（法語：Saint-Maurice-l'Exil，法語發音：[sɛ̃ moʁis lɛɡzil]）是法国伊泽尔省的一个市镇，位于该省西北部，属于维埃纳区。

## 地理
圣莫里斯莱克西勒（45°23'49"N, 4°46'29"E）面积12.82 平方千米，位于法国奥弗涅-罗讷-阿尔卑斯大区伊泽尔省，该省份为法国东南部内陆省份，北起顺时针与安省、萨瓦省、上阿尔卑斯省、德龙省、阿尔代什省、卢瓦尔省和罗讷省。
与圣莫里斯莱克西勒接壤的市镇（或旧市镇、城区）包括：瓦雷兹河畔克洛纳、勒佩阿日德鲁西永、鲁西永、罗讷河畔圣阿尔邦、沙瓦奈、圣皮埃尔德伯夫。

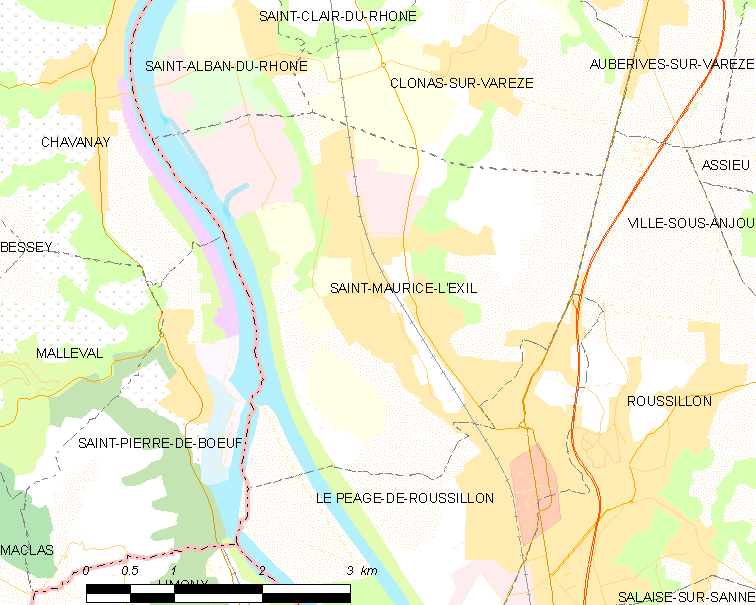
圣莫里斯莱克西勒的OSM定位图

圣莫里斯莱克西勒的时区为UTC+01:00、UTC+02:00（夏令时）。

## 行政
圣莫里斯莱克西勒的邮政编码为38550，INSEE市镇编码为38425。

## 政治
圣莫里斯莱克西勒所属的省级选区为维埃纳第二县。

## 人口

1962-2008年间圣莫里斯莱克西勒人口变化图示

圣莫里斯莱克西勒于2022年1月1日时的人口数量为6722人。